# Cypholophus vaccinioides
Cypholophus vaccinioides är en nässelväxtart som beskrevs av H. Winkl.. Cypholophus vaccinioides ingår i släktet Cypholophus och familjen nässelväxter. Inga underarter finns listade i Catalogue of Life.